# Decimiana tessellata
Decimiana tessellata (лат.) — вид богомолов из семейства Acanthopidae (Mantodea). Южная Америка: Аргентина, Бразилия, Парагвай, Уругвай. Самец: ширина головы 5—6 мм, длина пронотума — 10—14 мм, длина передних тазиков — 8—10 мм, длина передних бёдер — 9—13 мм, надкрылья — около 4 см. Самка: ширина головы около 7 мм, длина пронотума — 13—15 мм, длина передних тазиков — 10—11 мм, длина передних бёдер — около 15 мм, надкрылья — около 2 см. Типовой вид рода Decimiana.
.